# 亀泉町
亀泉町（かめいずみまち）は、群馬県前橋市の地名。郵便番号は371-0004。2016年現在の面積は1.0451km2。

## 地理
赤城山の南麓、寺沢川流域に位置する。

### 河川
- 寺沢川

## 歴史
1876年（明治9年）に中亀村と小泉村が合併してできた地名である。

### 年表
- 天正18年（1590年）8月 - 牧野康成が大胡城主となり、中亀村・小泉村は大胡藩の領地となる[6]。
- 元和2年（1616年）7月 - 牧野氏が越後国長峰藩に転出し、中亀村・小泉村は以後、廃藩置県まで前橋藩領となる[7]。

- 明治9年 （1876年） - 中亀村と小泉村が合併し、亀泉村が成立する[5]。
- 明治22年（1889年）4月1日 - 町村制施行により、亀泉村は上泉村、江木村、堤村、堀之下村、石関村、東片貝村、西片貝村、幸塚村、上沖之郷、下沖之郷、荻窪村、三俣村と合併し南勢多郡桂萱村が成立する。南勢多郡桂萱村大字亀泉となる。
- 明治29年（1896年）4月1日 - 郡統合（南勢多郡と東群馬郡の統合）により、桂萱村は勢多郡に所属する。勢多郡桂萱村大字亀泉となる。
- 昭和29年（1954年）4月1日 - 桂萱村は周辺1町5村（上川淵村、下川淵村、芳賀村、東村、元総社村、総社町）とともに前橋市へ編入される。前橋市亀泉町となる。
- 昭和40年（1965年）9月8日 - 上毛電気鉄道上毛線の停留所として、当町に前橋病院前信号所が設置される[8]。
- 平成6年（1994年）4月10日 - 前橋病院前信号所が循環器病センター駅として駅に昇格する。
- 平成13年（2001年）6月1日 - 病院の名称変更に伴い、循環器病センター駅の駅名が心臓血管センター駅に変更される。
- 平成20年（2008年）6月22日 - 国道17号（上武道路）の今井町（国道50号 ）から亀泉町北（群馬県道3号前橋大間々桐生線） 間が開通し、当町に初めて国道が通る事となる。暫定2車線。
- 平成24年（2012年）12月22日 - 国道17号（上武道路）の亀泉町北（ 群馬県道3号前橋大間々桐生線）から上細井町間（ 群馬県道4号前橋赤城線）が開通する。暫定2車線。
- 平成29年（2017年）12月20日 - 国道17号（上武道路）の富田地区から上泉地区間の付加車線2.5kmが開通し、暫定2車線が4車線となる。これにより朝夕の渋滞が緩和される。

## 世帯数と人口
2023年（令和5年）2月28日現在の世帯数と人口は以下の通りである。
| 町丁   | 世帯数  | 人口    |
| ------ | ------- | ------- |
| 亀泉町 | 620世帯 | 1,295人 |

## 小・中学校の学区
市立小・中学校に通う場合、学区は以下の通りとなる。
| 番地 | 小学校               | 中学校             |
| ---- | -------------------- | ------------------ |
| 全域 | 前橋市立桂萱東小学校 | 前橋市立桂萱中学校 |

## 交通

### 鉄道
- 上毛電気鉄道上毛線心臓血管センター駅

### バス
- 日本中央バス西大室線亀泉

### 道路
国道は国道17号上武道路が通っており、県道は群馬県道3号前橋大間々桐生線と群馬県道76号前橋西久保線が通っている。

## 施設
- 上毛電気鉄道上毛線心臓血管センター駅
- 群馬県立心臓血管センター
- 亀泉町公民館

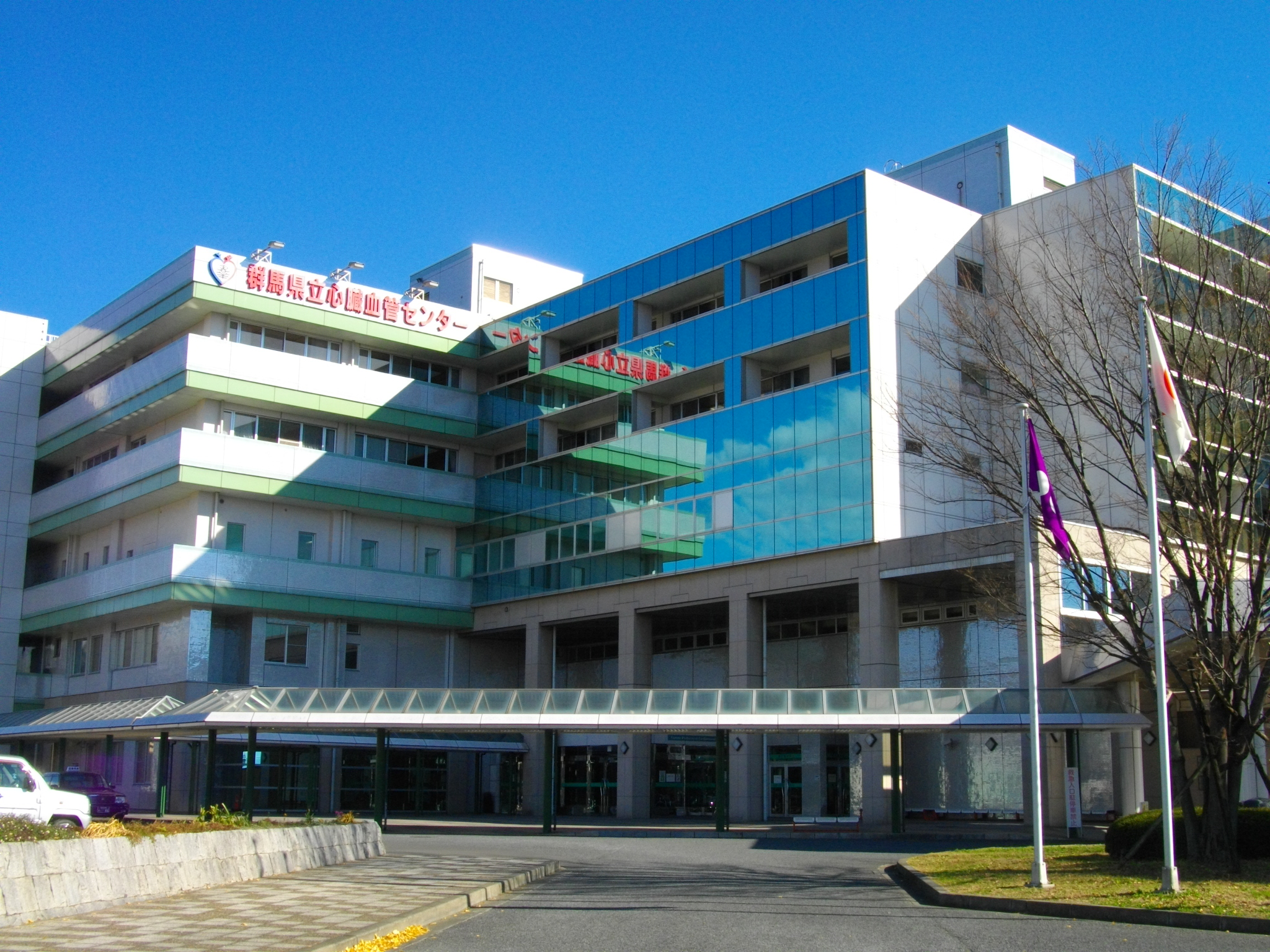
群馬県立心臓血管センター

- 旧亀泉清掃工場（令和2年3月31日で閉場）
- 亀泉霊園
- 如意寺 - 天台宗、伽羅陀山地蔵院（宝珠院）如意寺。小泉城跡と伝わる[10]。
- 赤城神社 - 旧社格は村社[11]。
- 石造薬師三尊立像 - 南北朝時代の作と推定。地元では「化粧薬師」と呼ばれ、おしろいを塗る風習がある[12]。総高94センチメートル。前橋市指定重要文化財[13]。